# 奥雷尔·芒加
奥雷尔·芒加（法語：Aurel Manga，1992年7月24日—），法国男子田径运动员，2018年世界室内田径锦标赛男子60米栏铜牌得主、2019年欧洲室内田径锦标赛男子60米栏铜牌得主。